# Bistum Pella
Koordinaten: 32° 26′ 59,6″ N, 35° 36′ 56,4″ O
Das Bistum Pella war ein frühchristlich-byzantinisches Bistum in der antiken Stadt Pella in der römischen Provinz Syria Palaestina bzw. nach 400 Palaestina Secunda. Die antike Stadt ist heute ein Ruinenfeld bei Tabaqat Fahl (Gouvernement Irbid, Jordanien). 449 ist erstmals ein Bischof belegt. Nach der arabischen Eroberung 636 ging der Bischofssitz wahrscheinlich mit dem Erdbeben und der weitgehenden Zerstörung der Stadt 749 unter. In der Tradition des untergegangenen Bischofssitzes steht das Titularbistum Pella.

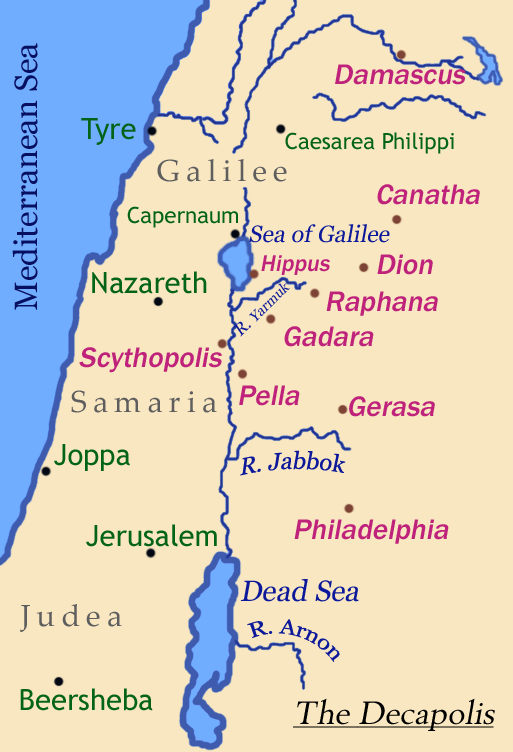
Karte der sogenannten Dekapolis in römischer Zeit, mit Lage der antiken Stadt Pella

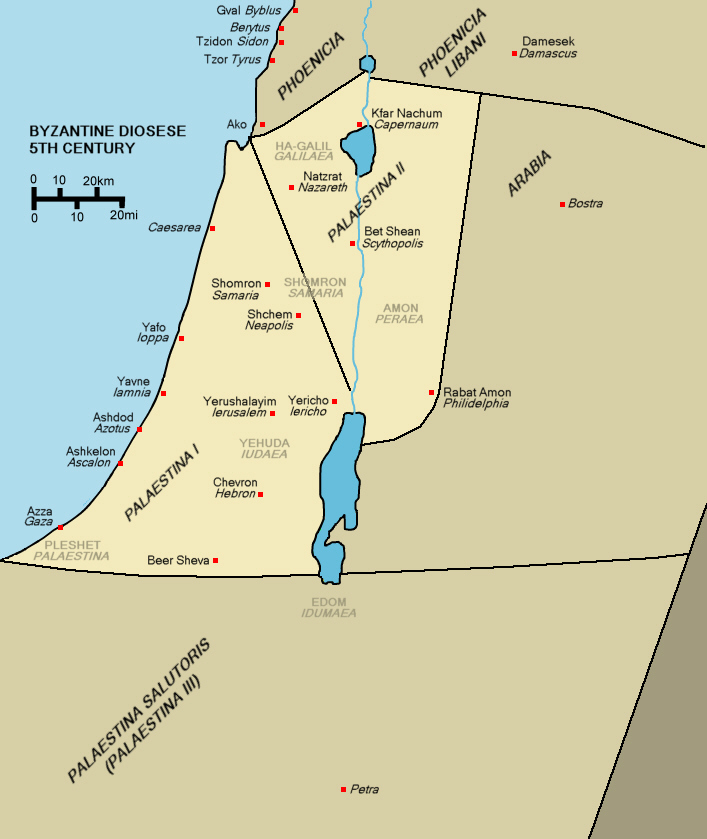
Die spätrömischen Provinzen Palaestina I und II mit den angrenzenden Provinzen Phoenicia, Phoenicia Libani, Arabia und Palaestina salutaris

## Geschichte
Siedlungsspuren bei Pella reichen bis in die Jungsteinzeit zurück. Der Ort bzw. der Ortsname erscheint erstmals in ägyptischen Inschriften des 19. Jahrhunderts v. Chr. als Pihilum oder Pehel. In hellenistischer Zeit wurde der Ortsname zu Pella hellenisiert. In Römischer Zeit wurde Pella zu einer Gruppe von Städten im Nahen Osten gezählt, die Dekapolis genannt wurde. Pella wurde 82/83 v. Chr. vom Hasmonäerkönig Alexander Jannai weitgehend zerstört. Die Stadt erholte sich nur langsam von dieser Zerstörung. In römischer Zeit unter Kaiser Domitian war Pella wieder ein bedeutendes wirtschaftliches Zentrum. Der Ort gehörte in spätrömischer Zeit zur Provinz Syria Palaestina, von der zunächst die Provinz Palaestina Salutaris abgeteilt wurde. Die Restprovinz wurde um 400 zweigeteilt in Palaestina Prima und Palaestina Secunda. Pella gehörte nun zur Provinz Palaestina Secunda (Palaestina II). Diese spätrömisch-byzantinische Provinzeinteilung wurde auch in die spätrömisch-byzantinische Kirchenorganisation übernommen. Pella gehörte somit zur Kirchenprovinz Palaestina II, die Teil des Patriarchats von Jerusalem war. Der Metropolitansitz befand sich in Scythopolis, dem heutigen Bet Scheʾan (Israel). Dem Metropoliten in Scythopolis unterstanden 17 Suffragane bzw. Bistümer in der Provinz Palaestina II. Im Synecdemus des Hieroclis aus der Zeit um 535 erscheint der Bischofssitz verschrieben als Sella. In späteren Verzeichnissen der spätantiken Bischofssitze Palästinas wird die Stadt einheitlich als Pella aufgeführt.
Christliche Spuren finden sich in Pella schon im ersten Jahrhundert. Nach Eusebius von Caesarea sollen mit Ausbruch des Jüdischen Krieges (66 bis 70 n. Chr.) Mitglieder der ersten Jerusalemer Gemeinde nach Pella geflohen sein. Ein erster Bischof Zebennus erscheint jedoch erst 449 in den Quellen. Er nahm 451 am Konzil von Chalcedon teil.< Bischof Zacharias war Teilnehmer am Konzil in Jerusalem (536). Um 550 hatte die Stadt drei christliche Kirchen, West-, Haupt- und die Ostkirche mit einem daneben liegenden Bischofspalast. 636 eroberten die Araber die Stadt. Ob es dabei zu Kämpfen kam und/oder evtl. die christliche Bevölkerung geflohen ist, ist unklar. Archäologisch ist jedoch kein Zerstörungshorizont ergraben worden.
Zwei Kirchen, die West- und die Ostkirche, waren um 700 n. Chr. bereits aufgegeben worden, möglicherweise auch schon der Bischofssitz. Auch die dritte Kirche, die Hauptkirche wurde zu dieser Zeit schon teilweise profan genutzt. 749 zerstörte ein schweres Erdbeben die Stadt, die daraufhin großenteils verlassen wurde. Spätestens um/nach dieser Zeit dürfte der Bischofssitz untergegangen sein. In abbasidischer Zeit bestand hier eine Karawanserei. Zur Zeit des lateinischen Königreiches Jerusalem war der Ort anscheinend unbedeutend, er wird in keiner Quelle erwähnt. Die Kreuzfahrer konnten dieses Gebiet allerdings nicht erobern.

## Liste der Bischöfe
- 449 bis 451 Zebennus[2][3]
- 518 Paulus[2][3]
- 532 bis 536 Zacharias[2][3]

In der Tradition des untergegangenen Bischofssitzes vergibt die römisch-katholische Kirche seit dem 18. Jahrhundert die Titulatur eines Bischofs von Pella.